# Krazy Kreatures
Krazy Kreatures is een computerspel dat werd ontwikkeld en uitgegeven door American Video Entertainment. Het spel kwam in 1990 uit voor het platform Nintendo Entertainment System. Het spel is een actie strategiespel voor een of twee personen. De speler controleert een rechthoek waar de computer allemaal dieren op gooit. De speler kan dieren schuiven. Bij drie op een rij of meer van hetzelfde dier verdwijnen deze. De bedoeling is om het rechthoek binnen de tijd leeg te spelen.

## Ontvangst
| Beoordeeld door | Datum         | Score |
| --------------- | ------------- | ----- |
| GamePro (USA)   | februari 1991 | 60%   |
| VideoGame       | oktober 1991  | 60%   |